# إريك ر. فلمنج
إريك ر. فلمنج (بالإنجليزية: Erik R. Fleming) هو سياسي أمريكي، ولد في 2 فبراير 1965 بشيكاغو في الولايات المتحدة. حزبياً، نشط في الحزب الديمقراطي. وقد انتخب عضو مجلس نواب مسيسيبي.